# Polyzonus sinensis
Polyzonus sinensis là một loài bọ cánh cứng trong họ Cerambycidae.